# Phillyrea latifolia
El labiérnago de hoja ancha, labiérnago negro o agracejo (Phillyrea latifolia) es una especie de la familia de las oleáceas. 

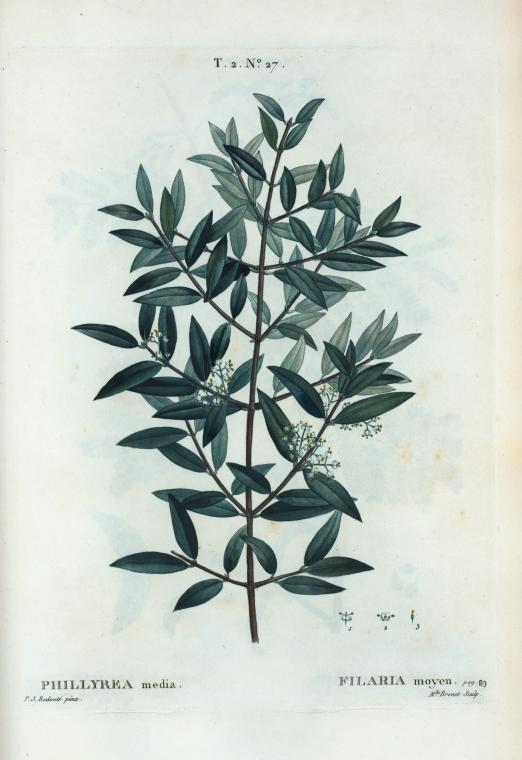
Ilustración

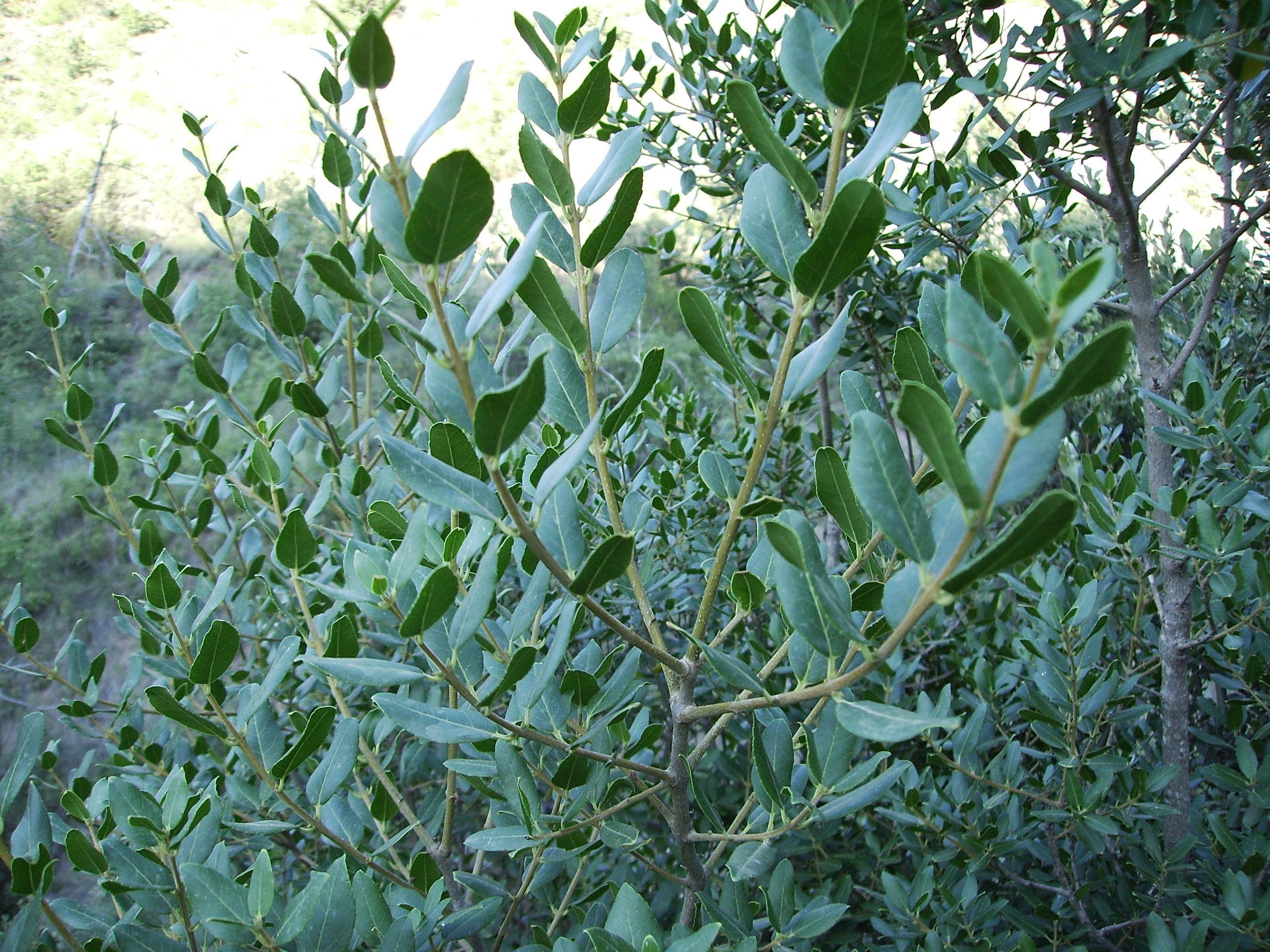
Detalle de las hojas

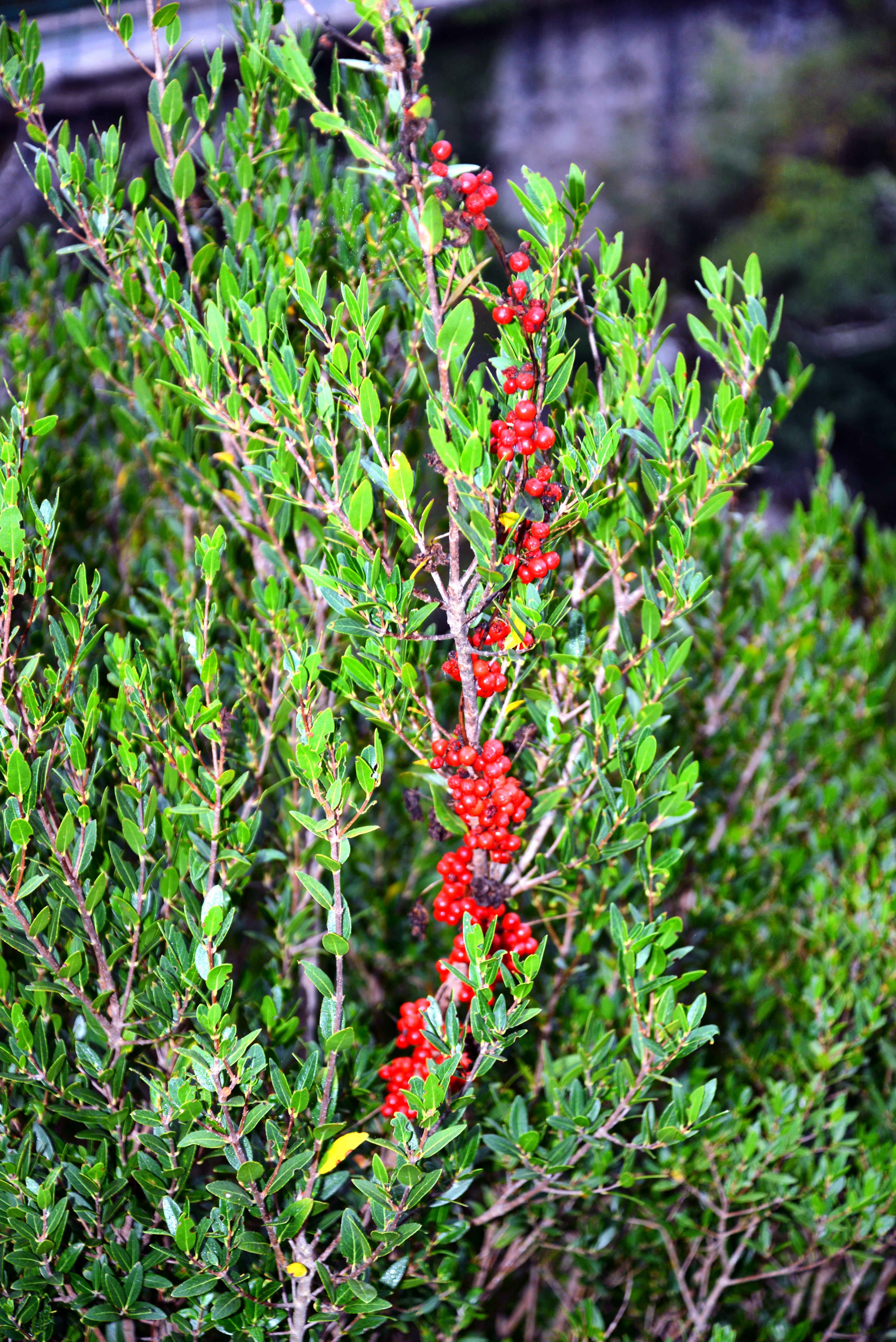
Detalle de los frutos

## Descripción
Es un arbusto o pequeño árbol perennifolio que puede llegar a medir más de 9 m. Ramas  blanquecinas, lisas, aunque las jóvenes están cubiertas de pelos. Las hojas nacen enfrentadas, de color verde intenso por el haz y más claras por el envés. Las hojas adultas tienen el borde serrado  o entero y forma ovada y con nervios laterales bien visibles y algo salientes. Las flores son pequeñas, de color blanco verdoso, y nacen en ramilletes axilares apretados; tienen un cáliz acampanado, con 4 lóbulos triangulares. La corola tiene 4 pétalos abiertos en estrella. El fruto es una drupa globosa del tamaño de un guisante de color negro con una o dos simientes. Florece en primavera y los frutos maduran en otoño.

## Hábitat
En encinares, alcornocales y quejigares. Necesita un clima suave en el que  el invierno no sea muy duro. Suelos silíceos o calizos. Especie xerófila, mesoterma.

## Distribución
En la región mediterránea, sur de Europa, noroeste de África y suroeste de Asia. En España en Baleares y en la mitad meridional de la península ibérica, aunque por el este alcanza Cataluña, Aragón y faldas de los Pirineos y por el norte Cantabria y País Vasco.

## Taxonomía
Phillyrea latifolia fue descrita por  Carlos Linneo    y publicado en Species Plantarum 1: 8. 1753.
Sinonimia
- Olea latifolia (L.) Salisb.
- Phillyrea aeolica Tineo ex Lojac.
- Phillyrea arbutifolia Sennen
- Phillyrea barceloi Sennen
- Phillyrea barrandonis Sennen
- Phillyrea bolivaris Sennen
- Phillyrea buxifolia (Aiton) Link
- Phillyrea cadevallii Sennen
- Phillyrea caroli Sennen
- Phillyrea colmeiroana Sennen
- Phillyrea cordifolia Sennen
- Phillyrea coriacea Link
- Phillyrea daveauana Sennen
- Phillyrea divaricata Vis.
- Phillyrea ellipticifolia Sennen
- Phillyrea foliosa Sennen
- Phillyrea fontserei Sennen
- Phillyrea grandifolia Sennen
- Phillyrea hybrida Sennen
- Phillyrea ilicifolia Willd.
- Phillyrea integrifolia Sennen
- Phillyrea isabelis Sennen
- Phillyrea jahandiezii Sennen
- Phillyrea laevis (Aiton) Willd.
- Phillyrea levis Ten.
- Phillyrea ligustrifolia L.
- Phillyrea longifolia Sennen
- Phillyrea longifolia Link
- Phillyrea major Zumagl.
- Phillyrea martini Sennen
- Phillyrea media L.
- Phillyrea medianifolia Sennen
- Phillyrea obliqua (Aiton) Willd.
- Phillyrea oblongifolia Sennen
- Phillyrea obtusata Link
- Phillyrea oleifolia Mill.
- Phillyrea olleri Sennen
- Phillyrea pachyphylla Sennen
- Phillyrea pedunculata Bory & Chaub.
- Phillyrea pendula (Aiton) Willd.
- Phillyrea quercifolia Sennen
- Phillyrea racemosa Link
- Phillyrea rubioana Sennen
- Phillyrea spinosa Mill.
- Phillyrea stricta Bertol.
- Phillyrea subangustifolia Sennen
- Phillyrea trabutii Sennen
- Phillyrea valentina Sennen
- Phillyrea variabilis Timb.-Lagr. ex Nyman
- Phillyrea virgata (Aiton) Willd.
- Phillyrea vulgaris Caruel[4][5]

## Nombres comunes
- Castellano: acebo portugués (2), adorna (2), agracejo (12), agracio (2), alheña (2), arrayán (2), filida (2), filirea (2), filirea con hoja de adelfa (2), filirea con hojas de alheña, filirea con hojas de laurel serradas y puntiagudas (2), filirea de hoja ancha espinosa (2), grijano, labiérnaga (3), labiérnago (2), labiérnago mediano, labiérnago negro (2), labiérnago obscuro, labiérnago oscuro, labiérnago prieto, labiérnigo negro, ladierna (2), ladierna agracejo (2), ladierna de hoja ancha (2), lentisco, ligustro, olivillo, piadera, sanguino.[6]